# ホーメスト
株式会社ホーメストは、かつて存在した日本の住宅メーカー。

## 概要
高級住宅ブランド「ホーメスト」を手がけていた殖産住宅相互（現・殖産住宅）が、2002年1月13日に民事再生法適用を申請して経営破綻した。経営再建策として、住宅建築事業を2002年にペイントハウス（後のティエムシー）へ譲渡し、「ホーメスト」ブランドはペイントハウスの一ブランドとして継続されることになり、ペイントハウスは「ホーメスト」事業を手がける新会社として、株式会社ホーメスト（旧社、後のティティオー）を設立した。
ホーメスト（旧社）は、経営不振に陥っていたことから、2006年に都内の不動産関連会社がペイントハウスから「ホーメスト」事業を買収したと同時に、「ホーメスト」事業を手がける新会社として株式会社ホーメスト（新社）を設立した。
ホーメスト（新社）は、殖産住宅時代のブランドバリューを活用し首都圏を中心に一般向け注文住宅事業展開、入居希望者が集まって結成した組合が事業主となり建設するコーポラティブ住宅の建築工事の他、親会社の主導により相続対策や土地の有効活用提案を活用した建築を行っていたが不動産事業主体に転換した後一時休眠化した。その後下請け関連会社から移った新社長への交代に伴いスタッフが入れ替わり、札幌オフィスを新設する一方で、スマートデイズが展開していたシェアハウスの施工を中心事業に据えた。
しかし、2018年にスマートデイズの経営破綻により、施工契約を結んでいたシェアハウスオーナーからの建築代金が支払われなくなった他、3月以降、下請け会社への支払いに支障を来す事態に陥っていたことから経営が悪化。このため、2018年11月27日に東京地方裁判所に自己破産を申請し、同年12月3日に東京地裁から破産手続開始決定を受けた。
ホーメストは2020年10月1日に法人格が消滅した。

## 事業所
- 本社 - 東京都中央区銀座6-2-1 Daiwa銀座ビル8階
- 札幌オフィス - 北海道札幌市中央区北2条西1-10ピア2.1 7階